# Уједињени демократски фронт (Јужни Судан)
Уједињени демократски фронт је политичка партија у Јужном Судану. Учествује у Парламенту Судана и у Парламенту Јужног Судана са четири посланика. Председник партије од оснивања 2003. године је Петер Абдрхаман Суле. Пре независности државе, партија се снажно залагала за отцепљење од Судана.